# Over My Head (Better Off Dead)
Over My Head (Better Off Dead) – singel kanadyjskiego zespołu Sum 41 wydany w 2003, ostatni singel promujący album Does This Look Infected?. Był najmniej popularnym nagraniem wydanym z albumu, był jednak często nadawany za pośrednictwem kanadyjskich stacji radiowych. Według niepotwierdzonych źródeł, jest to ulubiony utwór gitarzysty basowego zespołu, Jasona McCaslina.
Akustyczna wersja albumu znajduje się na mini albumie Chuck Acoustic EP.
Teledysk do utworu został wydany jedynie w Kanadzie, Japonii i Wielkiej Brytanii. Wideo jest kompilacją urywków z koncertów grupy.

## Spis utworów
1. Over My Head (Better Off Dead)
2. Mr. Amsterdam (live)
3. Still Waiting (live)
4. The Hell Song (live)

## Skład
- Deryck Whibley – śpiew, gitara rytmiczna
- Dave Baksh – gitara
- Cone McCaslin – gitara basowa
- Steve Jocz – perkusja